# Private Eyes
Private Eyes är gitarristen Tommy Bolins andra och sista soloalbum. Han dog till följd av en överdos i december senare samma år. Till skillnad från debutskivan Teaser är Private Eyes mer enhetlig. Det är något enklare musik, med mindre influenser från jazz och fusion. Det är färre instrumentala partier och mer sång, delvis antagligen beroende på att Bolins sångröst hade utvecklats.  Det är i huvudsak Bolins band från den tidigare turnén som i princip spelar på alla låtar, bestående av Tommy Bolin, Mark Stein, Reggie McBride, Bobby Berge och Norma Jean Bell.

## Låtlista
1. "Bustin' Out for Rosey" (Tommy Bolin) - 4:24
2. "Sweet Burgundy" (Bolin, Jeff Cook) - 4:13
3. "Post Toastee" (Bolin) - 9:03
4. "Shake the Devil" (Bolin, Cook) - 3:47
5. "Gypsy Soul" (Bolin, Cook) - 4:05
6. "Someday Will Bring Our Love Home" (Bolin, John Tesar) - 3:05
7. "Hello, Again" (Bolin, Cook) - 3:39
8. "You Told Me That You Loved Me" (Bolin) - 5:15

## Musiker
- Tommy Bolin - Gitarr, sång och keyboards
- Reggie McBride - Bas och sång
- Mark Stein - Keyboards och sång
- Bobby Berge - Trummor och percussion
- Norma Jean Bell - Saxofon, sång och percussion
- Bobbye Hall - Percussion
- Carmine Appice - Trummor ("Someday Will Bring Our Love Home")
- Del Newman - stråkarrangemang